# Willebroek
Willebroek är en kommun i provinsen Antwerpen i regionen Flandern i Belgien. Willebroek hade 26 265 invånare (2017).